# Cracking Contraptions
Cracking Contraptions is een serie van tien Wallace & Gromit-animaties uit eind 2002 die duren tussen 1 en 3 minuten. Ze werden eerst tegen betaling via het internet beschikbaar gemaakt, later werden ze uitgezonden op BBC One. Inmiddels zijn ze ook op dvd verschenen. Elke aflevering betreft een nieuwe uitvinding van Wallace en Gromits reactie daarop.

## Rolverdeling
- Peter Sallis als Wallace

## Plot

### Shopper 13
Wallace wil grote hoeveelheden kaas kopen. Dus bouwt hij een robot-Koffer met een camera en andere snufjes om zo de boodschappen te doen, die ze besturen vanaf een commandocentrum in hun kelder. De robot neemt de grootste kaasbol mee, maar door het overgewicht begeven zijn wieltjes het. De kaas valt in hun voortuin. Gromit stuurt vanaf de kelder Shaun het Schaap, maar hij begint ervan te eten. Dat is een nachtmerrie voor Wallace.

### The Autochef
Wallace wilt het ontbijt 's ochtends sneller laten verlopen. Hij heeft hiervoor een robot gebouwd, maar dit gaat mis. De robot maakt eerst roerei, maar dit belandt op Gromit zijn hoofd. Daarna maakt het een spiegelei dat op Wallace zijn gezicht belandt. Vervolgens sproeit het hete thee rond in de kamer. Gromit verstopt vervolgens de pijp met een banaan waardoor de robot door de druk ontploft. Wallace stelt voor terwijl hij de verwoeste kamer aanschouwt om de volgende dag een continental breakfast te eten.

### A Christmas Cardomatic
Wallace heeft een machine gebouwd om kerstkaarten te maken. Hij heeft een winterdecor nagebouwd in zijn woonkamer en Gromit poseert er in een vogelkostuum. Hij doet dit omdat het daar niet gesneeuwd zou hebben, maar bij het weglopen, wordt onthuld dat het buiten toch gesneeuwd heeft.

### The Tellyscope
Wallace wil de televisie aan- en uitzetten zonder te hoeven opstaan. Hij maakt daarvoor een gat in de muur. Als hij daar een tennisbal in schiet, dan komt de televisie naar hem toe via een telescopisch mechanisme. Echter wanneer hij beseft dat hij de verkeerde zender gekozen heeft, heeft hij geen tennisballen meer. Daarom geeft Gromit hem de afstandbediening. Wallace gebruikt die echter als tennisbal. Het mechanisme loopt vast en de televisie knalt uit de muur tegen Wallace.

### The Snowmanotron
Wallace bouwt een sneeuwman voor de jaarlijkse Grand Snowman Competition (Sneeuwmanwedstrijd). Hij is juist klaar met Wallace als een parodie op De Denker, maar Wallace komt aan met een machine genaamd de Snowmanotron die een sneeuwman voor hem maakt. Het maakt een vrij gewone sneeuwman en vernietigt Gromit zijn gedetailleerde sneeuwman. Hij gaat vervolgens kwaad het huis in en slaagt de deur zo hard toe dat er een massa sneeuw van het dak valt. Deze sneeuw bedekt onder andere Wallace. Hij hangt een wortel en ogen aan Wallace en wint met deze sneeuwman de wedstrijd. Wallace heeft echter een verkoudheid opgelopen.

### The Bully Proof Vest
Gromit moet tijdens een storm helpen een nieuwe uitvinding van Wallace te testen door zijn crackers te stelen. Vervolgens moet hij Wallace bedreigen met een deegroller. Wallace activeert zijn Bully Proof Vest, wat eigenlijk een boksbal op een veer is vastgebonden in een kastje op Wallace zijn buik. Gromit heeft hierdoor een blauw oog en is niet echt blij met de uitvinding, maar Wallace struikelt over de deegroller. De Bully Proof Vest wordt per ongeluk geactiveerd en Wallace hangt vast aan het plafond van de kamer.

### The 525 Crackervac
Wallace besluit om Gromit te helpen met zijn klusjes. Hij bouwt hiervoor een robotstofzuiger genaamd de 525 Crackervac. Het is gespecialiseerd in crackerkruimels. Wanneer het het pakje crackers van Wallace aanvalt, gooit Wallace het naar Gromit. Gromit gooit het dan opnieuw en gebruikt een lasso om de stofzuiger te vangen. Die sleurt echter Gromit mee, waardoor de stofzuiger een soort rodeostier wordt. Gromit slaagt er vervolgens in om een knoop te maken in de slang van de stofzuiger waardoor alle vuiligheid ontploft uit de onderkant van de stofzuiger op Wallace en het gedeelte van de kamer waar hij zich bevindt.

### The Turbo Diner
Wallace probeert de Autochef (uit 1 van de vorige animaties in deze serie) te repareren. Dit lukt niet echt, dus test hij iets nieuws in hetzelfde type uitvinding. De uitvinding is om een onbekende reden echter ook een muntautomaat is. Wallace doet een munt in het paneel in de muur en ze gaan elks in een stoel zitten. Een snufje bindt hun vervolgens vast aan de stoel en dan maakt een soort megastofzuiger de tafel leeg. Doordat ze vastgebonden zijn, worden ze niet meegezogen. Vervolgens maakt het ook het eten gereed en dekt het de tafel. De aansteker voor de kaarsen verbrandt echter bijna Gromit levend. De meter aan de wand loopt echter leeg doordat het te veel energie gebruikt. De verlichting in het huis valt hierdoor uit en ze zitten vastgebonden in hun stoelen. Wallace zegt vervolgens een eerbetoon aan de film The Italian Job (1969): "Don't worry, I've got a great idea!". Dit is eigenlijk gedaan als reclame voor de remake van de film die het komende jaar uitkwam: The Italian Job (2003)

### The Snoozatron
Wallace kan moeilijk slapen, dus gebruikt hij een nieuwe uitvinding de Snoozatron. Deze machine wekt Gromit die naar beneden gaat en een schapenkostuum aantrekt. Ondertussen schudden robotarmen Wallace zijn kussen en matras op. Het activeert een toestel dat slaapmuziek afspeelt en geeft Wallace een warmwaterkruik en een teddybeer. Vervolgens wordt met behulp van een veer en een valluik Gromit heen en weer geslingerd van de woonkamer naar Wallace zijn slaapkamer zodat Wallace schapen kan tellen. Wallace valt in slaap, maar de machine staat geprogrammeerd op 500 schapen waardoor Gromit blijft slingeren. Hij leest dus maar intussen de krant.

### The Soccamatic
Wallace en Gromit gaan wat trainen op het lokale voetbalveld. Gromit is de doelman terwijl Wallace probeert te scoren. Gromit voorkomt dit echter gemakkelijk terwijl Wallace zich goed voelt. Hij gebruikt vervolgens een machine genaamd de Soccomatic dat vergeleken kan worden met een kanon. Het maakt brandhout van het tuinhek achter het doel. Gromit vult vervolgens met een opblaaspak het hele doel waardoor Wallace voorstelt om toch maar tennis te spelen.